# Phyllocnistis dichotoma
Phyllocnistis dichotoma là một loài bướm đêm thuộc họ Gracillariidae. Loài này có ở Queensland.